# Peter Hespel
Peter Hespel (1961) is een Vlaamse inspanningsfysioloog en hoogleraar aan de KU Leuven, departement Biomedische Kinesiologie.
Hespel begeleidt atleten onder meer bij hun trainingen in de hoogte- en klimaatkamer van de Leuvense universiteit, zoals bij de voorbereiding op de Olympische Zomerspelen van 2008 in Peking en Olympische Zomerspelen 2020 in Tokio, om hen te laten aanpassen aan moeilijke weersomstandigheden. Daarnaast is hij Scientific Director van Bakala Academy.
Hespel komt in de rol van inspanningsfysioloog regelmatig op televisie. Zo zat hij in het panel van deskundigen in het tv-programma Eeuwige roem van zender Eén, en was hij sportbegeleider tijdens de fysieke testen in Het Huis en Die Huis. In 2021 bereidde Hespel Otto-Jan Ham en Elodie Ouédraogo voor op hun deelname aan de tijdrit tijdens het WK wielrennen in het programma De tijd van ons leven.
Hespel kwam aan bod in de Pano-reportage Macht misbruik over machtsmisbruik, vernedering en agressie bij doctoraatsstudenten van 16 maart 2022. Eind oktober besliste de universiteit om in te grijpen: Hespel kan geen leidinggevende functies meer uitoefenen. Zijn mogelijkheden om onderzoek of dienstverlening te doen worden hiermee beperkt.